# Morris Island, Nova Scotia
Morris Island är en ö i Kanada.   Den ligger i provinsen Nova Scotia, i den sydöstra delen av landet, 800 km öster om huvudstaden Ottawa. Arean är 9,5 kvadratkilometer.
Terrängen på Morris Island är mycket platt. Öns högsta punkt är 26 meter över havet. Den sträcker sig 7,1 kilometer i nord-sydlig riktning, och 4,7 kilometer i öst-västlig riktning.
I omgivningarna runt Morris Island växer i huvudsak blandskog.